# Joanna van Frytom
Joanna van Frytom (getauft 3. Januar 1662 in Delft; begraben 14. März 1740 ebenda) war eine niederländische Malerin.

## Leben
Joanna van Frytom wurde am 3. Januar 1662 in Delft getauft. Sie war die Tochter des Fayence- und Landschaftsmalers Frederic van Frytom (1632–1702) und Pauline Stevensdr. Sie hatte sieben Geschwister und ihr Vater war in Delft als Porzellanmaler etabliert. Auch malte er Landschaften auf Leinwand. Im Nachlass ihres Vaters fanden sich Porträts ihres Vaters und ein Selbstporträt. Ein Genrebild von ihr, „Ein Herr und zwei Damen beim Kartenspielen“, befand sich 1886 in der Sammlung von Axel van Rosen in Stockholm. Es sind außerdem zwei Darstellungen von Vertumnus und Pomona bekannt, von denen das eine 1983 als Werk ihres Vaters zum Verkauf angeboten wurde und sich die andere in der Sammlung des Museums De Prinsenhof in Delft befindet. Johanna van Frytom heiratete vor dem März 1697 in erster Ehe Adriaen van Bouckhout, mit dem sie im März 1697 nach Niederländisch-Indien reiste. Sie kehrten vor dem 12. November 1706 nach Delft zurück. Dort starb ihr Mann und wurde am 16. November 1706 in der Oude Kerk begraben, danach heiratete sie am 24. Mai 1707 in Delft Hendrick Corff. Beide Ehen blieben kinderlos. 
Zuletzt wohnte sie am Anfang der Choorstraat. Ihr Leichnam wurde schließlich von sechzehn Trägern in einem Trauerzug mit Kutschen zu Grabe getragen.